# Bálazs Szirányi
Balazs Márton Sziranyi Somogyi  (né le 10 janvier 1983 à Budapest, en Hongrie) est un joueur de water-polo espagnol.
Né à Budapest et ayant joué pour le club du Ferencváros, il s'installe en Espagne en 2004, alors qu'il a 22 ans pour jouer à partir de 2012 au Club Natació Atlètic-Barceloneta.